# Mabon ap Modron

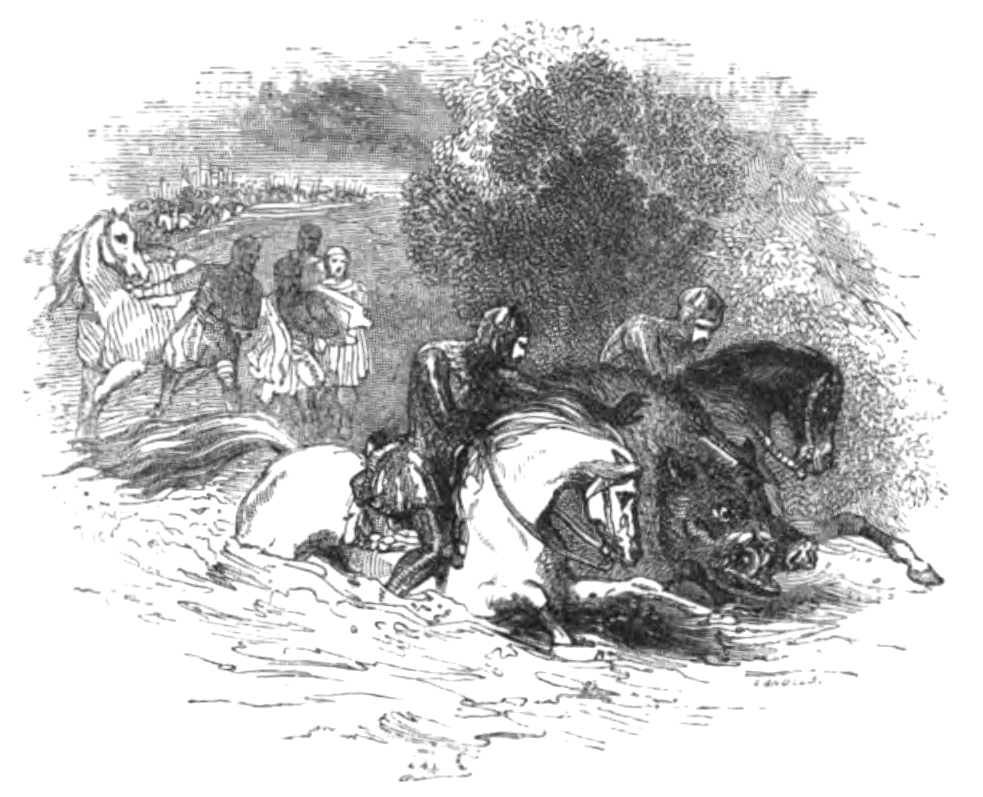
Illustration de la quête d'Olwen A droite, le cheval blanc à la monture de Gweddw. Au milieu, le sanglier.

Mabon ap Modron (Mabon fils de Modron) est, dans la mythologie celtique galloise, le « fils divin » de Modron, la « mère divine ». Dieu chasseur, il est l’équivalent du dieu gaulois Maponos et du dieu irlandais Oengus, membre des Tuatha Dé Danann. Il apparaît notamment dans le conte Kulhwch et Olwen.

## Éléments mythologiques
Il est enlevé à sa mère trois jours après sa naissance et séquestré dans l’Annwvyn, l’Autre Monde des Gallois, jusqu’à ce qu’il soit délivré par Kulhwch et le roi Arthur. L’endroit où il est retenu prisonnier se nomme Caer Loyw, décrit comme une île sur la rivière (Kei et Bedwyr s’y rendent sur les « épaules » d’un saumon). Ce Caer Loyw est probablement Gloucester. Présenté comme un « homme primordial », c’est un médiateur entre les dieux et les hommes, son séjour dans l’Annwvyn lui a conféré la jeunesse perpétuelle.
Par la suite, il aide Kulhwch dans sa quête d’Olwen, dans la chasse au sanglier  Twrch Trwyth : réputé meilleur veneur au monde, lui seul peut récupérer la chaîne du chien Kilydd Canhastyr. Puis il doit chevaucher la monture de Gweddw, le « Blanc à la Crinière Sombre » et voler le rasoir du sanglier (voir épreuves de Kulhwch).

## Compléments

### Source
- Les Quatre Branches du Mabinogi, conte Kulhwch et Olwen, traduit, présenté et annoté par Pierre-Yves Lambert, Gallimard, coll. « L’aube des peuples », Paris, 1993,  (ISBN 2-07-073201-0).